# 오오카와 히로마사

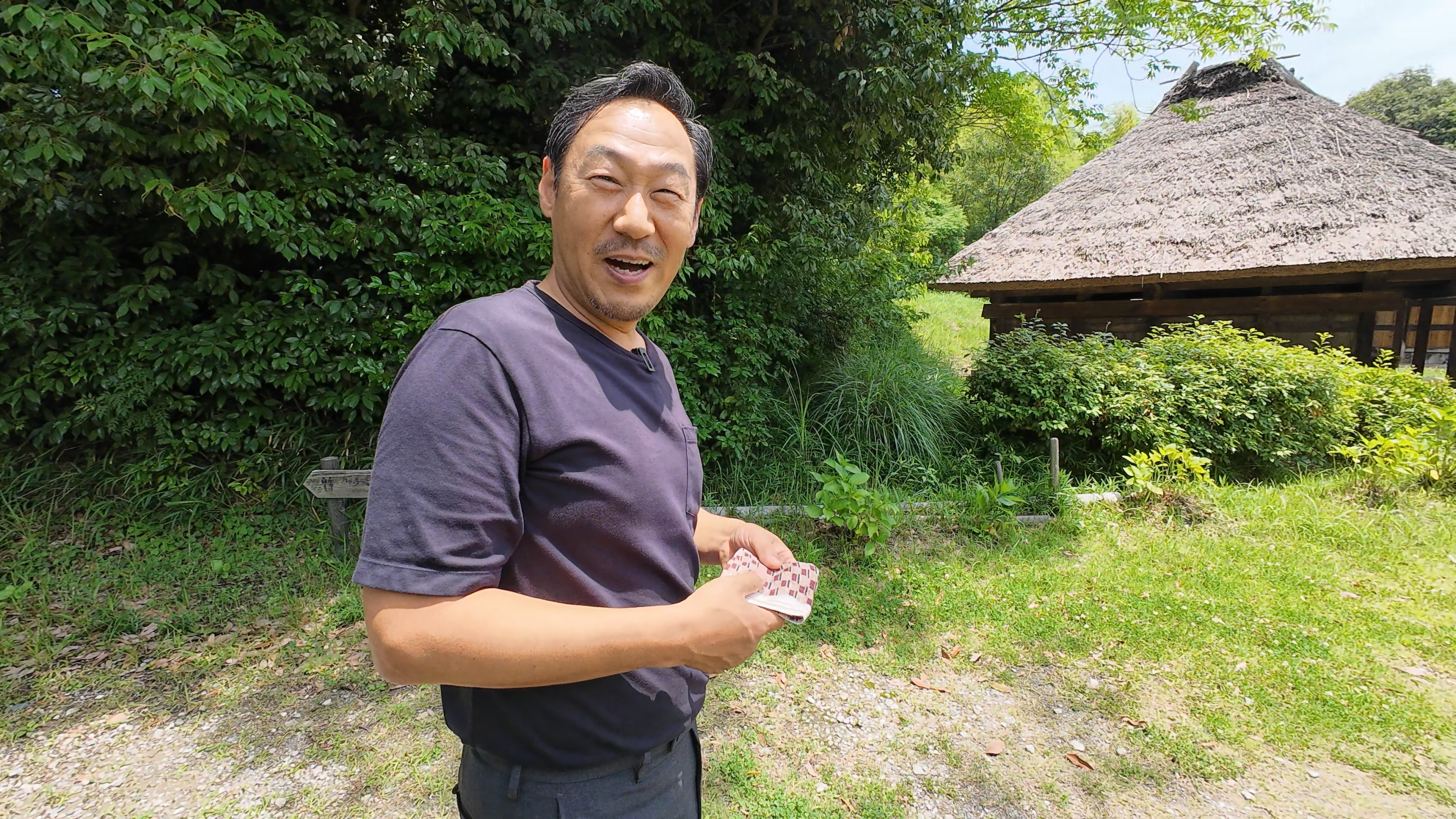
오오카와상 핫토리료쿠치에서

오오카와 히로마사(일본어: 大川弘昌)는 일본의 부동산 기업인, 유튜버다. 재일 한국인으로 본명은 서홍창(徐弘昌)이다.
오오카와는 이웃집 오오카와상(영어: ookawasan)이라는 유튜브 채널을 운영하며, 그는 오너즈 플래닝이라는 부동산 회사의 대표이다. 이 채널은 '오사카에 사는 사람들 TV'에서 독립하여 새롭게 생성된 것으로, 두 채널 간의 직접적인 연관은 없다. '오사카에 사는 사람들 TV'의 구독자들이 다수 이 채널로 이동했으며, 오오카와상에 대한 팬들의 사랑이 특별하다.
2023년 12월 29일에 첫 비디오가 업로드되었으며, 현재(2024년 9월)까지 50여 개의 비디오가 추가되었다. 채널 설명에는 다음과 같이 적혀 있다:
"[일본 부동산 이야기 그리고, 일본의 다양한 일상] 일본에서 일본 법인 부동산으로 활동하는 오너즈 플래닝(주) 대표 오오카와입니다. 부동산업을 넘어 한국과 일본을 잇는 일을 하고자 노력하고 있습니다. 부동산 정보 및 일본에 대한 다양한 정보를 통해 조금이라도 도움이 되면 좋겠습니다."
오오카와상의 팬들(구독자들)의 성원에 힘입어, '이웃상회'라는 네이버 카페가 2024년 8월 말 새롭게 단장되었다. 현재 카페 인원은 약 1만 명이다.